# Dulce (Nuovo Messico)
Dulce è un census-designated place (CDP) degli Stati Uniti d'America, situato nello stato del Nuovo Messico, nella contea di Rio Arriba.
Il luogo è famoso per la presenza dell'omonima base militare.